# Zvučni glotalni frikativ
Bezvučni glotalni frikativ jest glas koji postoji u nekim jezicima, a u međunarodnoj fonetskoj abecedi za nj se rabi simbol [ɦ].
Glas se pojavljuje u mnogim jezicima, od europskih uključujući češki, slovački, ukrajinski (gdje može biti i faringealan) te gornjolužičkosrpski gdje je nastao lenicijom praslavenskoga *g, tako da češki hrad 'dvorac' odgovara hrvatskom grad, a Praha odgovara hrvatskom Prag. Bjeloruski i donjolužičkosrpski također su prošli ovu promjenu, ali s različitim rezultatima. Dogodila se i u nekim slovenskim narječjima ponekad rezultirajući nastankom /ɦ/.
Glas se nalazi i u engleskome kao alofon glasa /h/ između vokala u nekim dijalektima poput australskoga ili received pronounciation. Pojavljuje se i u južnoafričkom narječju.
Kao fonem postoji u afrikaansu, nepalskome i wu kineskome te hindskom, istočnopandžapskom i drugim.
U hrvatskome se može pojaviti kao zvučni alofon u onih govornika koji izgovaraju glas označen slovom ⟨h⟩, što se obično smatra standardnim /x/, izgovaraju kao /h/. Ako je tako, pojavljivat će se u istim okolnostima kao [ɣ] kod drugih govornika.
Karakteristike su:
- po načinu tvorbe jest frikativ, ali mnogi fonetičari ne smatraju ga jednim jer često nema konstrikcije pri izgovoru
- po mjestu tvorbe jest glotalni suglasnik (ipak, ako nema frikcije, znači da glasnice nisu mjesto njegove tvorbe)
- po zvučnosti jest šaptav (slično zvučnim glasovima, ali propušta se više zraka).

Njegova je osnovna karakteristika, dakle, da se izgovara šaptavim glasom, pa se ponaša kao šaptava inačica okolnog vokala.